# Stanley Bruce
Stanley Melbourne Bruce, född 15 april 1883, död 25 augusti 1967, var en australiensisk politiker, diplomat, advokat och Australiens åttonde premiärminister åren 1923−1929.
Bruce deltog i första världskriget, och började kort därefter verka politiskt och blev 1921 finansminister i Billy Hughes regering. Då denna regering 1923 avlöstes av en koalitionsregering bestående av nationalistpartiet och Country party, blev Bruce premiär- och utrikesminister och kvarstod som sådan till oktober 1929.